# Napier-Campbell Blue Bird
El Napier-Campbell Blue Bird fue un automóvil diseñado para batir el récord de velocidad terrestre. Diseñado por C. Amherst Villiers, fue Malcolm Campbell quien además de pilotarlo, supervisó su construcción, contando con la ayuda de su mecánico habitual, Leo Villa.
Fue el primer vehículo de Campbell propulsado por un motor de aviación Napier Lion. Su propósito era superar su propia marca anterior de 150 mph (241,4 km/h) lograda con el Sunbeam Blue Bird, con el objetivo adicional de romper además la barrera de las 200 mph (321,8 km/h) de velocidad punta.

## 1927

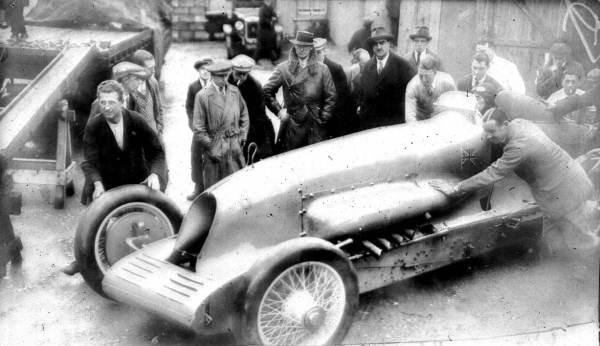
Blue Bird en 1927

En su primer diseño, el coche utilizaba un motor Napier Lion de alrededor de 500 Hp de potencia. Era un vehículo de configuración "convencional", con un radiador frontal vertical y el conductor situado detrás del motor. Las tres bancadas del motor W-12 estaban escondidas bajo un estrecho capó, con unas prominentes salidas de los tubos de escape.
El primer intento de récord del Blue Bird se produjo el 4 de febrero de 1927 en Pendine Sands. Alcanzó una velocidad máxima de 195 millas por hora (313,8 km/h), cerca pero sin alcanzar su objetivo de 200 millas por hora (321,8 km/h), y tampoco superó el récord de velocidad media de 175 mph, quedándose en 174,883 millas por hora (281,45 km/h).

## 1928
La marca de 1927 duró muy poco tiempo. Henry Segrave, con un Sunbeam 1000HP consiguió alcanzar una velocidad media de 180 mph y una punta de 200 mph un mes más tarde. Esto incitó a Campbell a reconstruir a fondo su vehículo previsto para 1928, el Bluebird III. Persuadió al Ministerio del Aire para que le facilitara uno de los motores "Sprint" puestos a punto para el Trofeo Schneider, previstos para el hidroavión Supermarine S.5, de 900 caballos de potencia (670 kW).
Su aerodinámica mejorada se ensayó de forma innovadora en el túnel de viento de la compañía Vickers por R.K. Pierson, su director de diseño. La forma del fuselaje del Blue Bird había cambiado sustancialmente, siendo el famoso carrocero Mulliner el encargado de fabricarlo. Los resultados no eran muy ortodoxos. Por primera vez se añadió una aleta de cola vertical para mejorar la estabilidad de un vehículo de este tipo. El carenaje abierto de las ruedas traseras también reducía la resistencia al aire. El cambio más grande afectaba a los radiadores, trasladados al eje trasero y montados externamente. Estos radiadores de superficie fueron fabricados por Fairey Aviation, totalizando 730 m de tubos de refrigeración. Retirar el radiador de la nariz del vehículo permitió adoptar un perfil bajo y redondeado, con una aerodinámica mucho mejor. Aun así, un periódico francés comparó su aspecto con el de una ballena.
Siguiendo los pasos de Segrave hasta la Playa de Daytona, el 19 de febrero de 1928 Campbell alcanzó una velocidad punta de 206,956 millas por hora (333,063 km/h) mph (333.063 km/h), rompiendo la barrera de las 200 mph por primera vez. Una vez más, el récord solo se mantuvo durante un par de meses, perdiéndolo por muy poco ante Ray Keech con su White Triplex.

## 1929
Campbell buscó para sus intentos de récord un lugar con unas condiciones meteorológicas más previsibles que una playa, realizando vuelos de reconocimiento para ello. África se mostró prometedora, inicialmente en un lugar a 960 km de Tombuctú, aunque prácticamente inaccesible. Finalmente, se eligió el lecho de un lago seco en Sudáfrica, el Verneukpan, a 720 km de Ciudad del Cabo, que sí ofrecía alguna posibilidad de acceso.
El Blue Bird fue reconstruido por tercera vez. El chasis, el motor y el tren de rodadura quedaron igual, pero la carrocería fue reemplazada por un nuevo diseño construido en Dumfries por Arrol-Aster. Este fuselaje era más bajo, requiriendo una cúpula alrededor del puesto del piloto donde Campbell ahora iba sentado a horcajadas sobre la caja de cambios. Los radiadores de superficie se reemplazaron por un morro circular convencional abierto, cubierto por una rejilla característica.
Desafortunadamente, después de un periodo de cinco años sin lluvia, se desencadenó un temporal en cuanto llegaron al lago Verneukpan. Campbell regresó a Ciudad del Cabo, donde en su 44 cumpleaños se enteró de que Henry Segrave había establecido en la playa de Daytona una nueva plusmarca con su Golden Arrow en 231,44 millas por hora (372,47 km/h). El Blue Bird no fue capaz de igualar esta marca en la altitud y el clima africanos, pero si logró establecer récords en distancias largas de 5 y 10 millas, con 212 millas por hora (341 km/h).
Después de que Segrave elevó la marca con su Golden Arrow en 30 millas por hora (48 km/h), Campbell tuvo que admitir que el Blue Bird había sido batido, y empezó a trabajar en un coche nuevo, el Campbell-Napier-Railton Blue Bird.